# Petit pont massacreur
Le petit pont massacreur, aussi appelé la mêlée  est un jeu écolier dangereux, de la catégorie jeu d'agressions,, pratiqué en groupe dans les cours de récréation. Dérivé du football, il consiste à essayer de faire un petit pont (passer le ballon entre les jambes) à l'un des autres joueurs, celui-ci devenant alors la cible des agressions du reste du groupe. Il peut être considéré comme du harcèlement scolaire, d'autant que l'agression peut être dirigée vers un élève refusant de jouer. 
En France, il a commencé à être médiatisé après des hospitalisations, à la fin des années 2000 et au début des années 2010,.

## Dans la fiction
Une partie de petit pont massacreur est montrée dans la bande dessinée Les Vestiaires de Timothé Le Boucher.